# Unione Sportiva Cremonese 2011-2012
Questa voce raccoglie le informazioni riguardanti l'Unione Sportiva Cremonese nelle competizioni ufficiali della stagione 2011-2012.

## Stagione
Nella stagione 2011-2012 la Cremonese ha partecipato al girone B del campionato di Lega Pro di Prima Divisione, nonostante sia partita con una penalizzazione di 6 punti in classifica è arrivata a disputare la semifinale dei Play-off, eliminata dal Trapani con due pareggi (1-1), ma con i siciliani meglio piazzati in campionato. La pesante penalizzazione è un retaggio della Responsabilità oggettiva applicata all'ambito sportivo, nel processo seguito alla vicenda scandalo scommesse su denuncia della Cremonese stessa. Sono saliti in Serie B lo Spezia diretto ed il Lanciano che ha vinto i Play-off. Per questa stagione Oscar Brevi è il tecnico dei grigiorossi, raccoglie 31 punti nel girone di andata, chiuso al secondo posto alle spalle del Siracusa, e 24 nel girone di ritorno. Il comasco Giuseppe Le Noci, arrivato a Cremona dal Verona, con 17 reti ha vinto la classifica dei marcatori del girone B. Nella Coppa Italia di Lega Pro la Cremonese vince il girone C di qualificazione, superando Lecco, Sambonifacese, Sudtirol e Mantova, poi nel primo turno ad eliminazione diretta è stata eliminata dall'Alessandria, che si è imposta (2-1) dopo i tempi supplementari.

## Organigramma societario
Area direttiva
- Presidente: Giovanni Arvedi
- Vicepresidente: Maurizio Calcinoni
- Direttore generale: Sandro Turotti

Area organizzativa
- Team manager: Lorenzo Bettoli
- Addetto agli arbitri: Luca Maestri
- Segreteria sportiva: Marcella Ghilardi

Area tecnica
- Allenatore: Oscar Brevi
- Allenatore in seconda: Carlo Garavaglia
- Collaboratore tecnico: Domenico Casati, Domenico Casati, Claudio Brigato,  Enrico Ferrero
- Preparatore atletico: Prof. Marco Barbieri
- Preparatore dei portieri: Alessandro Bianchessi

Area sanitaria
- Medico sociale: Dr. Giovanni Bozzetti
- Massaggiatore: Aristide Rossi
- Fisioterapista: Alessandro Rivetti

## Rosa
| N. |                   | Ruolo | Calciatore         |
| -- | ----------------- | ----- | ------------------ |
|    | Italia (bandiera) | P     | Enrico Alfonso     |
|    | Italia (bandiera) | P     | Giorgio Bianchi    |
|    | Italia (bandiera) | P     | Luca Ziglioli      |
|    | Italia (bandiera) | D     | Michele Cremonesi  |
|    | Italia (bandiera) | D     | Alessandro Favalli |
|    | Italia (bandiera) | D     | Daniel Semenzato   |
|    | Italia (bandiera) | D     | Nicolò Donida      |
|    | Italia (bandiera) | D     | Marco Arcari       |
|    | Italia (bandiera) | D     | Michele Rigione    |
|    | Italia (bandiera) | D     | Mauro Minelli      |
|    | Italia (bandiera) | D     | Tiziano Polenghi   |
|    | Italia (bandiera) | C     | Manolo Pestrin     |
|    | Italia (bandiera) | C     | Giovanni Fietta    |
|    | Italia (bandiera) | C     | Filippo Sambugaro  |
|    | Italia (bandiera) | C     | Francesco Dettori  |

| N. |                    | Ruolo | Calciatore          |
| -- | ------------------ | ----- | ------------------- |
|    | Italia (bandiera)  | C     | Mario Tacchinardi   |
|    | Italia (bandiera)  | C     | Andrea Zanchetta    |
|    | Italia (bandiera)  | C     | Francesco Finocchio |
|    | Italia (bandiera)  | C     | Lorenzo Degeri      |
|    | Italia (bandiera)  | C     | Riccardo Riva       |
|    | Italia (bandiera)  | A     | Luca Nizzetto       |
|    | Italia (bandiera)  | A     | Riccardo Musetti    |
|    | Italia (bandiera)  | A     | Michele Drago       |
|    | Italia (bandiera)  | A     | Riccardo Bocalon    |
|    | Italia (bandiera)  | A     | Andrea Rabito       |
|    | Senegal (bandiera) | A     | Amadou Samb         |
|    | Italia (bandiera)  | A     | Davide Possanzini   |
|    | Italia (bandiera)  | A     | Alberto Filippini   |
|    | Italia (bandiera)  | A     | Claudio Coralli     |
|    | Italia (bandiera)  | A     | Giuseppe Le Noci    |

## Risultati

### Lega Pro Prima Divisione

#### Girone di andata
| Arbitro: | Pasqua (Tivoli) |

|                                       |           |  |
| Nizzetto 32’ Le Noci 77’ Rabito 90+1’ | Marcatori |  |

| Arbitro: | Fabbri (Ravenna) |

|  |           |            |
|  | Marcatori | 79’ Rabito |

| Arbitro: | Penno (Nichelino) |

|                                  |           |                            |
| Le Noci 5’, 32’, 40’ Dettori 71’ | Marcatori | 42’, 69’ (rig.) Longobardi |

| Arbitro: | Borriello (Mantova) |

|             |           |                             |
| Melucci 15’ | Marcatori | 2’, 28’ Le Noci 89’ Bocalon |

| Arbitro: | Aureliano (Bologna) |

|                                           |           |                            |
| Le Noci 23’ Minelli 33’ Rabito 47’ (rig.) | Marcatori | 8’ Evacuo 61’ Mastronunzio |

| Siracusa 9 ottobre 2011 6ª giornata | Siracusa             | 0 – 0 | Cremonese | Stadio Nicola De Simone\| Arbitro: \| Verdenelli (Foligno) \| |
| Arbitro:                            | Verdenelli (Foligno) |       |           |                                                               |

| Trapani 12 ottobre 2011 7ª giornata | Trapani                 | 0 – 0 | Cremonese | Stadio Polisportivo Provinciale\| Arbitro: \| Ripa (Nocera Inferiore) \| |
| Arbitro:                            | Ripa (Nocera Inferiore) |       |           |                                                                          |

| Arbitro: | Dei Giudici (Latina) |

|             |           |                      |
| Dettori 10’ | Marcatori | 44’ Radi 80’ De Sena |

| Prato 23 ottobre 2011 9ª giornata | Prato                 | 0 – 0 | Cremonese | Stadio Lungobisenzio\| Arbitro: \| Rocca (Vibo Valentia) \| |
| Arbitro:                          | Rocca (Vibo Valentia) |       |           |                                                             |

| Arbitro: | Coccia (San Benedetto del Tronto) |

|                                |           |  |
| Le Noci 28’ (rig.) Minelli 63’ | Marcatori |  |

| Arbitro: | Ros (Pordenone) |

|  |           |               |
|  | Marcatori | 90+1’ Bocalon |

| Arbitro: | Bruno (Torino) |

|             |           |  |
| Pestrin 44’ | Marcatori |  |

| Arbitro: | Ripa (Nocera Inferiore) |

|                  |           |  |
| Allegretti 90+2’ | Marcatori |  |

| Arbitro: | Abbattista (Molfetta) |

|             |           |              |
| Musetti 70’ | Marcatori | 87’ Guidetti |

| Arbitro: | Saia (Palermo) |

|              |           |  |
| Pelagias 68’ | Marcatori |  |

| Arbitro: | Cifelli (Campobasso) |

|                        |           |  |
| Minelli 40’ Fietta 77’ | Marcatori |  |

| Arbitro: | Manganiello (Pinerolo) |

|                                   |           |  |
| M. Fischnaller 31’ Chinellato 62’ | Marcatori |  |

#### Girone di ritorno
| Arbitro: | Borriello (Mantova) |

|                        |           |           |
| Gaeta 11’ G. Conti 78’ | Marcatori | 2’ Fietta |

| Arbitro: | Roca (Foggia) |

|            |           |  |
| Fietta 47’ | Marcatori |  |

| Arbitro: | Coccia (San Benedetto del Tronto) |

|                |           |                                     |
| De Gasperi 30’ | Marcatori | 43’ Le Noci 70’ Rigione 82’ Bocalon |

| Arbitro: | Abbattista (Molfetta) |

|  |           |          |
|  | Marcatori | 59’ Pani |

| La Spezia 5 febbraio 2012 22ª giornata | Spezia          | 0 – 0 | Cremonese | Stadio Alberto Picco\| Arbitro: \| Pasqua (Tivoli) \| |
| Arbitro:                               | Pasqua (Tivoli) |       |           |                                                       |

| Arbitro: | Bindoni (Venezia) |

|                                |           |             |
| Possanzini 3’, 12’ Musetti 81’ | Marcatori | 57’ Longoni |

| Arbitro: | Aversano (Treviso) |

|                            |           |                                        |
| Possanzini 25’ Le Noci 76’ | Marcatori | 37’ Barraco 60’ Abate 65’, 89’ Madonia |

| Arbitro: | Aureliano (Bologna) |

|  |           |                                                    |
|  | Marcatori | 29’, 57’ Le Noci 63’ Possanzini 70’ Alb. Filippini |

| Cremona 11 marzo 2012 26ª giornata | Cremonese             | 0 – 0 | Prato | Stadio Giovanni Zini\| Arbitro: \| D. Ceccarelli (Terni) \| |
| Arbitro:                           | D. Ceccarelli (Terni) |       |       |                                                             |

| Arbitro: | Ripa (Nocera Inferiore) |

|                                |           |                |
| Mammarella 8’ Volpe 33’ (rig.) | Marcatori | 22’ Possanzini |

| Arbitro: | Gallo (Barcellona Pozzo di Gotto) |

|                         |           |  |
| Le Noci 43’ Minelli 59’ | Marcatori |  |

| Arbitro: | Bindoni (Venezia) |

|                |           |  |
| Bracaletti 47’ | Marcatori |  |

| Arbitro: | Roca (Foggia) |

|                |           |             |
| Possanzini 11’ | Marcatori | 70’ De Vena |

| Arbitro: | Abbattista (Molfetta) |

|              |           |                              |
| Tortolano 9’ | Marcatori | 11’, 81’ Le Noci 28’ Dettori |

| Arbitro: | Pasqua (Tivoli) |

|                         |           |                              |
| Le Noci 23’ Dettori 48’ | Marcatori | 10’ Guerri 80’ F. Di Gennaro |

| Arbitro: | Manganiello (Pinerolo) |

|              |           |                    |
| Agodirin 44’ | Marcatori | 47’ (rig.) Le Noci |

| Arbitro: | Cifelli (Campobasso) |

|            |           |               |
| Fietta 29’ | Marcatori | 33’ Schenetti |

### Play-off
| Arbitro: | Aureliano (Bologna) |

|             |           |             |
| Coralli 13’ | Marcatori | 50’ Pirrone |

| Arbitro: | Abbattista (Molfetta) |

|             |           |             |
| Pirrone 76’ | Marcatori | 57’ Coralli |

### Coppa Italia Lega Pro

#### Fase a gironi
| Arbitro: | Minelli (Varese) |

|                                |           |  |
| Musetti 52’ (rig.) Bocalon 84’ | Marcatori |  |

| Arbitro: | Fanton (Lodi) |

|                           |           |          |
| Montagnani 7’ Zanetti 38’ | Marcatori | 22’ Samb |

| 24 agosto 2011 3ª giornata |  | – Turno di riposo Cremonese |  |  |

| Arbitro: | Chiffi (Padova) |

|                                     |           |  |
| Musetti 26’, 47’ Bocalon 80’ (rig.) | Marcatori |  |

| Arbitro: | Manganiello (Pinerolo) |

|                         |           |                         |
| Bersi 38’ L. Cinque 62’ | Marcatori | 77’ Drago 90+2’ Bocalon |

#### Fase ad eliminazione diretta
| Arbitro: | Oliveri (Palermo) |

|                   |           |           |
| Negrini 85’, 116’ | Marcatori | 77’ Drago |